# Trichodesma decurrens
Trichodesma decurrens är en strävbladig växtart som beskrevs av Banerjee. Trichodesma decurrens ingår i släktet Trichodesma och familjen strävbladiga växter. Inga underarter finns listade i Catalogue of Life.